# Withering to Death
Withering to Death (estilizado como Withering to death.) es un álbum de nu metal de la banda japonesa Dir en grey. Inicialmente lanzado en Japón el 9 de marzo de 2005, se convirtió en el primer álbum de la banda en ser lanzado en Europa y Norteamérica de manera simultánea. En junio de 2006, Withering to death. alcanzó el número 42 en el Billboard's "Top Heatseekers". Amazon.com incluyó Withering to death. en su "Top 10 Hard Rock & Metal albums of 2006".

## Canciones
CD

Todas las letras escritas por Kyo, toda la música compuesta por DIR EN GREY. 
| N.º | Título                                                                       | Duración |  |
| 1.  | «Merciless Cult»                                                             | 2:55     |  |
| 2.  | «C»                                                                          | 3:30     |  |
| 3.  | «朔 -Saku-» (Saku)                                                           | 2:57     |  |
| 4.  | «孤独に死す、故に孤独。» (Kodoku ni Shisu, Yueni Kodoku.)                    | 3:25     |  |
| 5.  | «愛しさは腐敗につき» (Itoshisa ha Fuhai ni Tsuki)                            | 4:15     |  |
| 6.  | «Jesus Christ R'n R»                                                         | 4:00     |  |
| 7.  | «GARBAGE»                                                                    | 2:59     |  |
| 8.  | «Machiavellism»                                                              | 3:16     |  |
| 9.  | «dead tree»                                                                  | 4:50     |  |
| 10. | «THE FINAL»                                                                  | 4:13     |  |
| 11. | «Beautiful Dirt»                                                             | 2:33     |  |
| 12. | «Spilled Milk»                                                               | 3:44     |  |
| 13. | «悲劇は目蓋を下ろした優しき鬱» (Higeki ha Mabuta wo Oroshita Yasashiki Utsu) | 5:08     |  |
| 14. | «鼓動» (Kodou)                                                               | 3:39     |  |